# Villespy
Villespy es una comuna francesa situada en el departamento de Aude, en la región de Occitania.

## Demografía
| 390 | 352 | 296 | 265 | 271 | 341 | 408 |
| Para los censos de 1962 a 1999 la población legal corresponde a la población sin duplicidades (Fuente: INSEE [Consultar]) |     |     |     |     |     |     |